# Rosário do Ivaí
Rosário do Ivaí là một đô thị thuộc bang Paraná, Brasil. Đô thị này có diện tích 371,248 km², dân số năm 2007 là 5890 người, mật độ 12,6 người/km².